# Atylotus deminutus
Atylotus deminutus är en tvåvingeart som beskrevs av H. Oldroyd 1957. Atylotus deminutus ingår i släktet Atylotus och familjen bromsar.
Artens utbredningsområde är Sudan. Inga underarter finns listade i Catalogue of Life.